# Žirje
La Isla Žirje (en croata: Otok Žirje) es una isla y una localidad en la parte croata del mar Adriático. Está situada en el archipiélago de Šibenik, a unos 22 km al suroeste de Šibenik, lo que hace a la isla la más lejana habitada permanentemente en el archipiélago de Šibenik. La isla se compone de dos crestas de piedra caliza entre las que hay un valle fértil.  Su superficie es de 15,06 km², y tiene una población de 124 habitantes (en 2001). Su población es cada vez menor (tenía 720 residentes en 1953, y 207 residentes en 1981).